# The Best of Chicago: 40th Anniversary Edition
The Best of Chicago: 40th Anniversary je dvojni kompilacijski album chichaške rock zasedbe Chicago, ki je izšel 2. oktobra 2007 pri založbi Rhino Records. Sestavljen je iz dveh diskov, ki vsebujeta 30 od skupno top 40 singlov. Večina skladb na kompilaciji je v krajših singel verzijah. Album vsebuje tudi skladbo »Love Will Come Back« brez vokalov skupine Rascal Flatts.
Album bi bil lahko smatran tudi kot Chicago XXXI v kanonu skupine, čeprav ni to nikjer nakazano, saj je pred njim eta 2006 izšel album Chicago XXX, leta 2008 pa ga je nasledil Chicago XXXII: Stone of Sisyphus.

## Seznam skladb
| Disk 1 | Disk 1                                                             | Disk 1              | Disk 1                          | Disk 1  |
| Št.    | Naslov                                                             | Pisec               | Z albuma                        | Dolžina |
| ------ | ------------------------------------------------------------------ | ------------------- | ------------------------------- | ------- |
| 1.     | „Questions 67 & 68‟ (singel verzija)                               | Robert Lamm         | Chicago Transit Authority, 1969 | 3:26    |
| 2.     | „25 or 6 to 4‟ (singel verzija)                                    | Lamm                | Chicago, 1970                   | 2:52    |
| 3.     | „Does Anybody Really Know What Time It Is?‟ (promo singel verzija) | Lamm                | Chicago Transit Authority       | 2:45    |
| 4.     | „Make Me Smile‟ (singel verzija)                                   | James Pankow        | Chicago                         | 2:59    |
| 5.     | „Beginnings‟ (singel verzija)                                      | Lamm                | Chicago Transit Authority       | 2:48    |
| 6.     | „Colour My World‟                                                  | Pankow              | Chicago                         | 3:02    |
| 7.     | „Saturday in the Park‟                                             | Lamm                | Chicago V, 1972                 | 3:56    |
| 8.     | „Feelin' Stronger Every Day‟                                       | Pankow/Peter Cetera | Chicago VI, 1973                | 4:14    |
| 9.     | „Just You 'n' Me‟                                                  | Pankow              | Chicago VI                      | 3:42    |
| 10.    | „(I've Been) Searchin' So Long‟ (singel verzija)                   | Pankow              | Chicago VII, 1974               | 4:18    |
| 11.    | „Call on Me‟                                                       | Lee Loughnane       | Chicago VII                     | 4:01    |
| 12.    | „Wishing You Were Here‟ (singel verzija)                           | Cetera              | Chicago VII                     | 3:00    |
| 13.    | „Old Days‟                                                         | Pankow              | Chicago VIII, 1975              | 3:30    |
| 14.    | „Another Rainy Day in New York City‟                               | Lamm                | Chicago X, 1976                 | 3:00    |
| 15.    | „If You Leave Me Now‟                                              | Cetera              | Chicago X                       | 3:56    |

| Disk 2 | Disk 2                                          | Disk 2                                      | Disk 2                               | Disk 2  |
| Št.    | Naslov                                          | Pisec                                       | Z albuma                             | Dolžina |
| ------ | ----------------------------------------------- | ------------------------------------------- | ------------------------------------ | ------- |
| 1.     | „Baby, What a Big Surprise‟                     | Cetera                                      | Chicago XI, 1977                     | 3:06    |
| 2.     | „No Tell Lover‟ (singel verzija)                | Loughnane/Danny Seraphine/Cetera            | Hot Streets, 1978                    | 3:50    |
| 3.     | „Hard to Say I'm Sorry‟ (singel verzija)        | Cetera/David Foster                         | Chicago 16, 1982                     | 3:41    |
| 4.     | „Love Me Tomorrow‟ (singel verzija)             | Cetera/Foster                               | Chicago 16                           | 3:58    |
| 5.     | „Hard Habit to Break‟                           | Cetera/Foster                               | Chicago 17, 1984                     | 4:45    |
| 6.     | „You're the Inspiration‟                        | Cetera/Foster                               | Chicago 17                           | 3:48    |
| 7.     | „Will You Still Love Me?‟ (singel verzija)      | Foster/Tom Keane/Richard Baskin             | Chicago 18, 1986                     | 4:13    |
| 8.     | „If She Would Have Been Faithful...‟            | Steve Kipner/Randy Goodrum                  | Chicago 18                           | 3:51    |
| 9.     | „I Don't Wanna Live Without Your Love‟          | Albert Hammond/Diane Warren                 | Chicago 19, 1988                     | 3:54    |
| 10.    | „Look Away‟ (singel verzija)                    | Warren                                      | Chicago 19                           | 4:00    |
| 11.    | „What Kind of Man Would I Be?‟ (singel verzija) | Jason Scheff, Chas Sandford, Bobby Caldwell | Chicago 19                           | 4:19    |
| 12.    | „You're Not Alone‟ (singel verzija)             | Jim Scott                                   | Chicago 19                           | 4:00    |
| 13.    | „Here in My Heart‟                              | Glen Ballard/James Newton Howard            | The Heart of Chicago 1967–1997, 1997 | 4:20    |
| 14.    | „Feel‟ (Horn section mix)                       | Danny Orton/Blair Daly                      | Chicago XXX, 2006                    | 4:31    |
| 15.    | „Love Will Come Back‟                           | Scheff/Jay DeMarcus/Sandford                | Chicago XXX                          | 3:43    |

## Osebje

### Chicago
- Dawayne Bailey – kitara, vokal
- Peter Cetera – bas, vokal
- Bill Champlin – kitara, klaviature, vokal*
- Donnie Dacus – kitara, vokal
- Laudir de Oliveira – tolkala, konge, vokal
- Bruce Gaitsch – kitara
- Keith Howland – kitara, vokal*
- Tris Imboden – bobni*
- Terry Kath – kitara, vokal
- Robert Lamm – klaviature, vokal*
- Lee Loughnane – trobenta, krilnica, vokal*
- James Pankow – trombon, vokal*
- Walter Parazaider – vokal, pihala*
- Chris Pinnick – kitara
- Jason Scheff – bas, vokal*
- Daniel Seraphine – tolkala, bobni, vokal

Z * so označeni aktivni člani skupine

### Produkcija
- Producenti: Jay DeMarcus, David Foster, James William Guercio, James Newton Howard, Ron Nevison, Phil Ramone, Chas Sandford, Mike Engstrom, Cheryl Pawelski
- Oblikovanje ovitka: Mark Paul Rosenmeier
- Oblikovanje: Joshua Banker, Don Jr. Garlock, Vincent Gonzales, Jim Jamitis, Jean Krikorian, Arnaud Leger, Al Mainwaring, Craig Stevens, Ashley Underwood
- Fotografija: Jimmy Katz
- Remastering: David Donnelly
- Notranje opombe: Bill DeYoung
- Produkcijski menedžer: Mike Engstrom
- Projektni asistent: Scott Webber
- Nadzornik: Jeff Magid
- Nadzornik urejanja: Vanessa Atkins, Sheryl Farber
- Anotacija: Steve Woolard